# Caryophyllia abrupta
Espèce
Statut CITES
Caryophyllia abrupta est une espèce de coraux appartenant à la famille des Caryophylliidae.